# Parnassius cardinal
Parnassius cardinal là một loài bướm ngày sinh sống ở vùng núi cao được tìm thấy ở North Afghanistan
và Tajikistan. Loài này thuộc họ Papilionidae.
P. cardinal từng được xem là một phân loài của loài Parnassius delphius.

## Hình ảnh

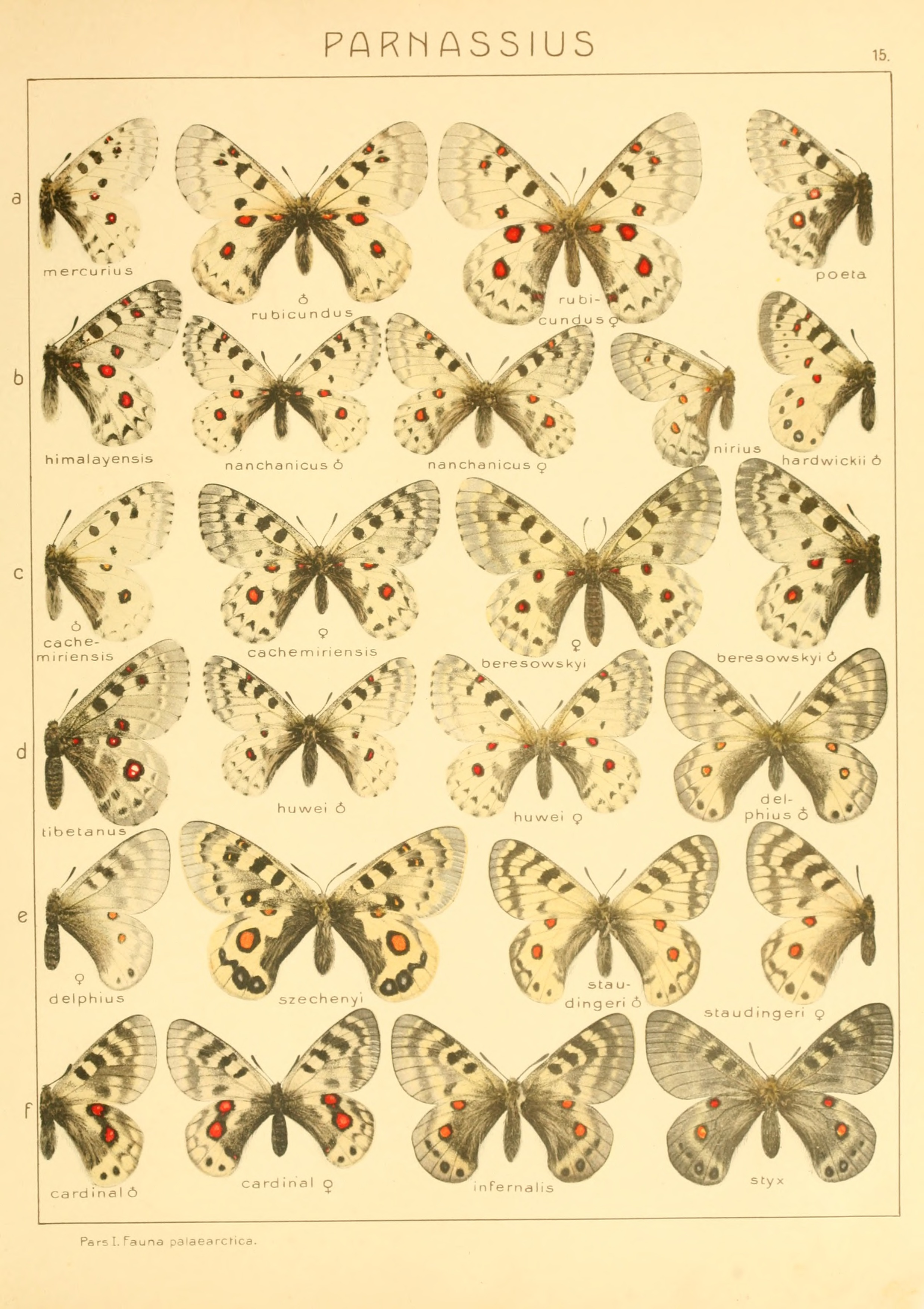